# Élections fédérales allemandes de 2017
Les élections fédérales allemandes de 2017 (en allemand : Bundestagswahl 2017) se sont tenues le 24 septembre 2017 pour le renouvellement des 598 sièges du Bundestag. À l'issue de ces élections fédérales débute la dix-neuvième législature de la République fédérale d'Allemagne.
Pour la chancelière sortante Angela Merkel, l'enjeu de ces élections était l'obtention d'un quatrième mandat à la tête du gouvernement fédéral. De leur côté, les sociaux-démocrates, menés par Martin Schulz, cherchaient à revenir au pouvoir après douze années passées soit comme partenaire minoritaire au sein d'une grande coalition, de 2005 à 2009 et depuis 2013, soit dans l'opposition, de 2009 à 2013.
La CDU/CSU ainsi que le Parti social-démocrate (SPD) enregistrent leurs pires résultats depuis les élections d'après guerre, tandis que l'Alternative pour l'Allemagne entre pour la première fois au Bundestag et que le Parti libéral-démocrate (FDP) y fait son retour après son élimination au scrutin précédent. Les Verts et Die Linke progressent quant à eux de quelques sièges. À la suite de l'annonce de la décision du SPD de se positionner dans l'opposition, rendant impossible le renouvellement du gouvernement sortant, une coalition entre la CDU/CSU, le FDP et les Verts, dite « coalition Jamaïque », est considérée comme hautement probable. Le FDP se retire néanmoins des négociations le soir du 19 novembre, constatant l'échec de la mise en place d'un projet commun aux trois partis. De nouvelles élections en 2018 sont jugées probables par l'opinion allemande. Cependant, le 8 décembre, le SPD se dit prêt à entamer des discussions sur une coalition avec la CDU/CSU, les discussions devraient commencer le 7 janvier et se terminer le 12 janvier, mais avec un résultat incertain.
Le 7 février 2018, les discussions entre les conservateurs et les sociaux-démocrates aboutissent à un contrat de coalition, et le Cabinet Merkel IV entre en fonction le 14 mars suivant.

## Organisation

### Système électoral

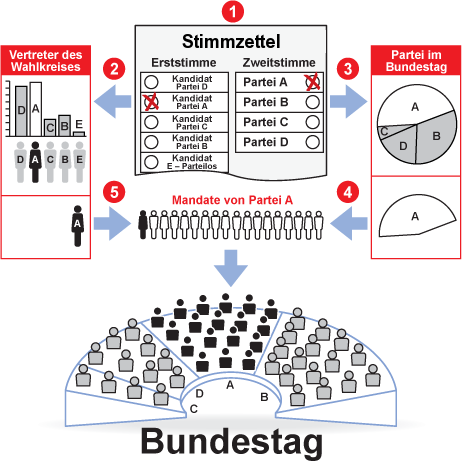
Présentation schématique du système électoral allemand.

Les membres du Bundestag, ou députés, sont élus pour une législature (en allemand : Wahlperiode) de quatre ans au scrutin majoritaire uninominal et proportionnel par compensation.
Conformément à la loi électorale fédérale, le Bundestag se compose de 598 députés, dont 299 élus au scrutin uninominal majoritaire à un tour dans 299 circonscriptions.
Le jour du scrutin, chaque électeur dispose de deux voix : 
- la « première voix » (en allemand : erste Stimme) lui permet de voter pour un candidat de sa circonscription (en allemand : Direktkandidaten im Wahlkreis) ;
- la « seconde voix » (en allemand : zweite Stimme) lui permet de voter pour une liste de candidats présentée dans le cadre de son État fédéré (en allemand : Landesliste).

À l'issue du dépouillement, l'intégralité des 598 sièges est répartie au scrutin proportionnel de Sainte-Lagüe sur la base des secondes voix entre les partis politiques totalisant plus de 5 % des suffrages exprimés au niveau national ou qui l'ont emporté dans au moins trois circonscriptions.
Une fois la répartition proportionnelle effectuée, les sièges alloués à chaque parti sont pourvus en priorité par les députés fédéraux élus au scrutin majoritaire. Les sièges non pourvus avec les « premières voix » sont ensuite comblés par les candidats présents sur les listes régionales.
Avec un tel mode de scrutin, il est possible pour un parti de remporter plus de sièges au scrutin majoritaire que ce que la répartition proportionnelle lui accorde. Ces mandats, qualifiés de supplémentaires (en allemand : Überhangmandat) sont conservés et des mandats complémentaires (en allemand : Ausgleichsmandat) sont alors attribués aux autres partis afin de rétablir la proportionnalité de la représentation parlementaire. Le nombre total de députés fédéraux se trouve ainsi augmenté.

### Convocations des élections
La convocation des élections fédérales est une prérogative propre au président de la République fédérale, qui doit toutefois tenir compte des recommandations du gouvernement fédéral. Comme le prévoit l'article 39 de la Loi fondamentale, ladite convocation doit être rendue publique entre quarante-six et quarante-huit mois après l'ouverture de la législature sortante.
Le 26 janvier 2017, paraît dans la Bundesgesetzblatt le décret de convocation des élections fédérales au 24 septembre suivant, promulgué par le chef de l'État sortant, Joachim Gauck, quelques semaines avant la fin de son mandat, sur la proposition du cabinet de la chancelière Angela Merkel.

### Législature
La 19e législature du Bundestag, issue des élections fédérales du 24 septembre 2017, doit durer quatre ans, sauf si celle-ci devait être abrégée par une dissolution qui serait décidée, à certaines conditions, par le président de la République fédérale. C'est après l'ouverture de cette législature que devront débuter les traditionnelles tractations propres à la formation d'un gouvernement fédéral.

## Sondages

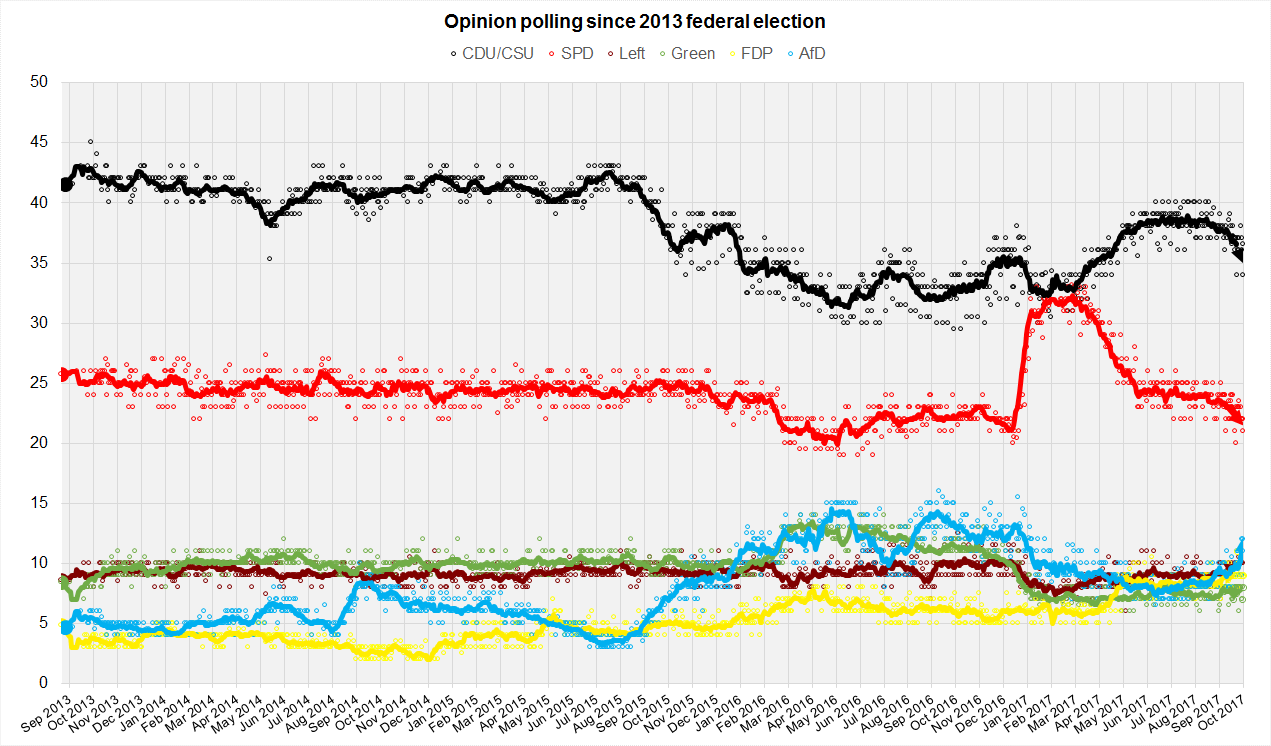
Intentions de vote depuis octobre 2013 pour les élections fédérales.

## Principaux partis
| Parti | Parti                                                                              | Idéologie                                                                                          | Chef de file                             | Résultats en 2013           |
| ----- | ---------------------------------------------------------------------------------- | -------------------------------------------------------------------------------------------------- | ---------------------------------------- | --------------------------- |
|       | Union chrétienne-démocrate d'Allemagne Christlich Demokratische Union Deutschlands | Centre droit Démocratie chrétienne, libéral-conservatisme                                          | Angela Merkel chancelière fédérale (CDU) | 34,1 % des voix 255 députés |
|       | Union chrétienne-sociale en Bavière Christlich-Soziale Union in Bayern             | Centre droit Démocratie chrétienne, libéral-conservatisme                                          | Angela Merkel chancelière fédérale (CDU) | 7,4 % des voix 56 députés   |
|       | Parti social-démocrate d'Allemagne Sozialdemokratische Partei Deutschlands         | Centre gauche Social-démocratie, troisième voie, progressisme                                      | Martin Schulz                            | 25,7 % des voix 193 députés |
|       | Die Linke (La Gauche)                                                              | Extrême gauche à gauche Socialisme démocratique, anticapitalisme, populisme de gauche              | Dietmar Bartsch et Sahra Wagenknecht     | 8,6 % des voix 64 députés   |
|       | Alliance 90 / Les Verts Bündnis 90/Die Grünen                                      | Centre gauche Écologie politique, progressisme                                                     | Katrin Göring-Eckardt et Cem Özdemir     | 8,4 % des voix 63 députés   |
|       | Parti libéral-démocrate Freie Demokratische Partei                                 | Centre à centre droit Libéralisme économique, social-libéralisme                                   | Christian Lindner                        | 4,8 % des voix aucun        |
|       | Alternative pour l'Allemagne Alternative für Deutschland                           | Droite à extrême droite Populisme, Euroscepticisme, libéralisme économique, national-conservatisme | Alexander Gauland et Alice Weidel        | 4,7 % des voix aucun        |

## Campagne
Alors que la campagne du candidat SPD Martin Schulz avait commencé avec succès, elle s'enraye à mi-parcours, les mauvais sondages s'enchaînant. Son absence médiatique en mai 2017, pendant la campagne pour l'élection régionale en Westphalie-Rhénanie du Nord se solde par une défaite alors qu'il s'agissait d'un bastion de la gauche, son slogan « La justice sociale » est critiqué (le politologue Oskar Niedermayer notant qu'il s'agit d'un contresens : « Les gens perçoivent différemment leur situation personnelle : ils jugent que cela va bien en Allemagne. Ils ont d'autres préoccupations comme la sécurité ou l'immigration »), tout comme son absence de discours fort sur l'Europe.
Dans un contexte diplomatique crispé entre la Turquie et l'Allemagne, portant notamment sur les critiques de Berlin sur l'autoritarisme grandissant du régime turc, le président Recep Tayyip Erdoğan demande aux Turcs d'Allemagne (trois millions de personnes, dont 1,2 million de binationaux) de ne pas voter pour la CDU, le SPD ou les Verts, partis qu'il considère comme « ennemis de la Turquie ».

## Résultats

### Fédéral
Le groupe CDU/CSU (centre droit) conserve la majorité relative des sièges. Le Parti social-démocrate (SPD), deuxième, connaît son pire résultat depuis la Seconde Guerre mondiale ; son dirigeant Martin Schulz annonce que le SPD siégera sur les bancs de l'opposition, et ne participera pas à une nouvelle « grande coalition ». Le parti Alternative pour l'Allemagne (AfD) fait son entrée au Bundestag, à la troisième place. La formation d'un gouvernement devrait prendre plusieurs semaines. En l'absence du SPD, une coalition jamaïcaine entre la CDU/CSU, le FDP et les Verts est considérée comme hautement probable, malgré de grandes divergences sur l'immigration et l'Union européenne entre ces deux derniers.
|                                    |                                              |                                              |                  |                  |                  |                  |            |       |       |        |              |               |  |  |  |  |  |  |  |
| Partis                             | Partis                                       | Partis                                       | Circonscriptions | Circonscriptions | Circonscriptions | Circonscriptions | Liste      | Liste | Liste | Liste  | Total sièges | +/−           |  |  |  |  |  |  |  |
| Partis                             | Partis                                       | Partis                                       | Votes            | %                | Sièges           | +/-              | Votes      | %     | +/-   | Sièges | Total sièges | +/−           |  |  |  |  |  |  |  |
|                                    |                                              | Union chrétienne-démocrate d'Allemagne (CDU) | 14 030 751       | 30,25            | 185              | 6                | 12 447 656 | 26,76 | 7,37  | 15     | 200          | 55            |  |  |  |  |  |  |  |
|                                    | Union chrétienne-sociale en Bavière (CSU)    | 3 255 487                                    | 7,02             | 46               | 1                | 2 869 688        | 6,17       | 1,25  | 0     | 46     | 10           |               |  |  |  |  |  |  |  |
| Total Unions chrétiennes (CDU/CSU) | Total Unions chrétiennes (CDU/CSU)           | 17 286 238                                   | 37,27            | 231              | 5                | 15 317 344       | 32,93      | 8,61  | 15    | 246    | 65           |               |  |  |  |  |  |  |  |
|                                    | Parti social-démocrate d'Allemagne (SPD)     | Parti social-démocrate d'Allemagne (SPD)     | 11 429 231       | 24,64            | 59               | 1                | 9 539 381  | 20,51 | 5,22  | 94     | 153          | 40            |  |  |  |  |  |  |  |
|                                    | Alternative pour l'Allemagne (AfD)           | Alternative pour l'Allemagne (AfD)           | 5 317 499        | 11,46            | 3                | 3                | 5 878 115  | 12,64 | 7,94  | 91     | 94           | 94            |  |  |  |  |  |  |  |
|                                    | Parti libéral-démocrate (FDP)                | Parti libéral-démocrate (FDP)                | 3 249 238        | 7,00             | 0                | en stagnation    | 4 999 449  | 10,75 | 5,99  | 80     | 80           | 80            |  |  |  |  |  |  |  |
|                                    | Die Linke (Linke)                            | Die Linke (Linke)                            | 3 966 637        | 8,55             | 5                | 1                | 4 297 270  | 9,24  | 0,65  | 64     | 69           | 5             |  |  |  |  |  |  |  |
|                                    | Alliance 90 / Les Verts (Grünen)             | Alliance 90 / Les Verts (Grünen)             | 3 717 922        | 8,01             | 1                | en stagnation    | 4 158 400  | 8,94  | 0,50  | 66     | 67           | 4             |  |  |  |  |  |  |  |
|                                    | Électeurs libres (FW)                        | Électeurs libres (FW)                        | 589 056          | 1,27             | 0                | en stagnation    | 463 292    | 1,00  | 0,03  | 0      | 0            | en stagnation |  |  |  |  |  |  |  |
|                                    | Die PARTEI                                   | Die PARTEI                                   | 245 659          | 0,53             | 0                | en stagnation    | 454 349    | 0,98  | 0,80  | 0      | 0            | en stagnation |  |  |  |  |  |  |  |
|                                    | Parti de protection des animaux (Tierschutz) | Parti de protection des animaux (Tierschutz) | 22 917           | 0,05             | 0                | en stagnation    | 374 179    | 0,80  | 0,48  | 0      | 0            | en stagnation |  |  |  |  |  |  |  |
|                                    | Parti national-démocrate d'Allemagne (NPD)   | Parti national-démocrate d'Allemagne (NPD)   | 45 169           | 0,10             | 0                | en stagnation    | 176 020    | 0,38  | 0,90  | 0      | 0            | en stagnation |  |  |  |  |  |  |  |
|                                    | Parti des pirates (Piraten)                  | Parti des pirates (Piraten)                  | 93 196           | 0,20             | 0                | en stagnation    | 173 476    | 0,37  | 1,82  | 0      | 0            | en stagnation |  |  |  |  |  |  |  |
|                                    | Parti écologiste-démocrate (ÖDP)             | Parti écologiste-démocrate (ÖDP)             | 166 228          | 0,36             | 0                | en stagnation    | 144 809    | 0,31  | 0,02  | 0      | 0            | en stagnation |  |  |  |  |  |  |  |
|                                    | Alliance pour un revenu de base (BGE)        | Alliance pour un revenu de base (BGE)        |                  |                  |                  |                  | 97 539     | 0,21  | Nv.   | 0      | 0            | en stagnation |  |  |  |  |  |  |  |
|                                    | V-Partei3                                    | V-Partei3                                    | 1 201            | 0,00             | 0                | en stagnation    | 64 073     | 0,14  | Nv.   | 0      | 0            | en stagnation |  |  |  |  |  |  |  |
|                                    | Centre allemand (DM)                         | Centre allemand (DM)                         |                  |                  |                  |                  | 63 203     | 0,14  | Nv.   | 0      | 0            | en stagnation |  |  |  |  |  |  |  |
|                                    | Démocratie en mouvement (DiB)                | Démocratie en mouvement (DiB)                |                  |                  |                  |                  | 60 914     | 0,13  | Nv.   | 0      | 0            | en stagnation |  |  |  |  |  |  |  |
|                                    | Parti bavarois (BP)                          | Parti bavarois (BP)                          | 62 622           | 0,13             | 0                | en stagnation    | 58 037     | 0,12  | 0,01  | 0      | 0            | en stagnation |  |  |  |  |  |  |  |
|                                    | Autres                                       | Autres                                       | 95 913           | 0,21             | 0                | en stagnation    | 195 642    | 0,42  | —     | 0      | 0            | en stagnation |  |  |  |  |  |  |  |
|                                    | Indépendants                                 | Indépendants                                 | 100 889          | 0,22             | 0                | en stagnation    |            |       |       |        | 0            | en stagnation |  |  |  |  |  |  |  |
|                                    |                                              |                                              |                  |                  |                  |                  |            |       |       |        |              |               |  |  |  |  |  |  |  |
| Votes valides                      | Votes valides                                | Votes valides                                | 46 389 615       | 98,75            |                  |                  | 46 515 492 | 99,02 |       |        |              |               |  |  |  |  |  |  |  |
| Votes blancs et nuls               | Votes blancs et nuls                         | Votes blancs et nuls                         | 586 726          | 1,25             | 460 849          | 0,98             |            |       |       |        |              |               |  |  |  |  |  |  |  |
| Total                              | Total                                        | Total                                        | 46 976 341       | 100              | 299              | en stagnation    | 46 976 341 | 100   | —     | 410    | 709          | 78            |  |  |  |  |  |  |  |
| Abstention                         | Abstention                                   | Abstention                                   | 14 712 144       | 23,85            |                  |                  | 14 712 144 | 23,85 |       |        |              |               |  |  |  |  |  |  |  |
| Inscrits/Participation             | Inscrits/Participation                       | Inscrits/Participation                       | 61 688 485       | 76,15            | 61 688 485       | 76,15            |            |       |       |        |              |               |  |  |  |  |  |  |  |

### Résultats parLänder

#### Résumé
| Partis | Partis  | BW   | BW   | BS   | BS  | Bavière | Bavière | Berlin | Berlin | Bran. | Bran. | Brême | Brême | Hambourg | Hambourg | Hesse | Hesse |
| Partis | Partis  | %    | +/-  | %    | +/- | %       | +/-     | %      | +/-    | %     | +/-   | %     | +/-   | %        | +/-      | %     | +/-   |
| ------ | ------- | ---- | ---- | ---- | --- | ------- | ------- | ------ | ------ | ----- | ----- | ----- | ----- | -------- | -------- | ----- | ----- |
|        | CDU/CSU | 34,4 | 11,3 | 34,9 | 6,1 | 38,8    | 10,5    | 22,7   | 5,7    | 26,7  | 8,1   | 25,1  | 4,2   | 27,2     | 4,9      | 30,9  | 8,3   |
|        | SPD     | 16,4 | 4,2  | 27,4 | 5,6 | 15,3    | 4,7     | 17,9   | 6,7    | 17,6  | 5,6   | 26,8  | 8,8   | 23,5     | 8,9      | 23,5  | 5,3   |
|        | AfD     | 12,2 | 6,9  | 9,1  | 5,4 | 12,4    | 8,1     | 12,0   | 7,1    | 20,2  | 14,2  | 10,0  | 6,3   | 7,8      | 3,7      | 11,9  | 6,3   |
|        | FDP     | 12,7 | 6,5  | 9,3  | 5,1 | 10,2    | 5,1     | 8,9    | 5,4    | 7,1   | 4,5   | 9,3   | 5,9   | 10,8     | 6,0      | 11,5  | 6,0   |
|        | Linke   | 6,4  | 1,5  | 7,0  | 1,9 | 6,1     | 2,3     | 18,8   | 0,3    | 17,2  | 5,3   | 13,4  | 3,3   | 12,2     | 3,4      | 8,1   | 2,1   |
|        | Grünen  | 13,5 | 2,4  | 8,7  | 0,1 | 9,8     | 1,4     | 12,6   | 0,2    | 5,0   | 0,3   | 11,1  | 1,1   | 13,9     | 1,3      | 9,7   | 0,3   |

| Partis | Partis  | MPO  | MPO  | RNW  | RNW | RP   | RP  | Sarre | Sarre | Saxe | Saxe | SA   | SA   | SH   | SH  | Thuringe | Thuringe |
| Partis | Partis  | %    | +/-  | %    | +/- | %    | +/- | %     | +/-   | %    | +/-  | %    | +/-  | %    | +/- | %        | +/-      |
| ------ | ------- | ---- | ---- | ---- | --- | ---- | --- | ----- | ----- | ---- | ---- | ---- | ---- | ---- | --- | -------- | -------- |
|        | CDU/CSU | 33,1 | 9,4  | 32,6 | 7,1 | 35,9 | 7,4 | 32,4  | 5,4   | 26,9 | 15,8 | 30,3 | 10,9 | 34,0 | 5,2 | 28,8     | 10,0     |
|        | SPD     | 15,1 | 2,7  | 26,0 | 5,9 | 24,1 | 3,3 | 27,1  | 3,9   | 10,5 | 4,1  | 15,2 | 3,0  | 23,3 | 8,3 | 13,2     | 2,9      |
|        | AfD     | 18,6 | 13,0 | 9,4  | 5,5 | 11,2 | 6,4 | 10,1  | 4,9   | 27,0 | 20,3 | 19,6 | 15,4 | 8,2  | 3,6 | 22,7     | 16,5     |
|        | FDP     | 6,2  | 4,1  | 13,1 | 7,9 | 10,4 | 4,8 | 7,6   | 3,8   | 8,2  | 5,2  | 7,8  | 5,1  | 12,6 | 7,0 | 7,8      | 5,2      |
|        | Linke   | 17,8 | 3,7  | 7,5  | 1,3 | 6,8  | 1,4 | 12,9  | 2,9   | 16,1 | 3,9  | 17,7 | 6,2  | 7,3  | 2,1 | 16,9     | 6,6      |
|        | Grünen  | 4,3  | 0,1  | 7,6  | 0,4 | 7,6  | 0,1 | 6,0   | 0,3   | 4,6  | 0,3  | 3,7  | 0,3  | 12,0 | 2,6 | 4,1      | 0,8      |

### Partis par circonscription
Les graphiques représentent une carte du second vote par circonscription. Les teintes les plus sombres correspondent à un vote plus élevé.

CDU/CSU
SPD
AfD
FDP
Die Linke
Grüne

### Différences régionales
| Länder                   | Union  | SPD    | AfD    | FDP    | Linke  | Grünen | Autres |
| ------------------------ | ------ | ------ | ------ | ------ | ------ | ------ | ------ |
| Länder                   |        |        |        |        |        |        |        |
| Anciens Länder (ex-RFA)  | 34,1 % | 21,9 % | 10,7 % | 11,4 % | 7,4 %  | 9,8 %  | 4,7 %  |
| Nouveaux Länder (ex-RDA) | 27,6 % | 13,9 % | 21,9 % | 7,5 %  | 17,8 % | 5,0 %  | 6,3 %  |
| Allemagne                | 32,9 % | 20,5 % | 12,6 % | 10,7 % | 9,2 %  | 8,9 %  | 5,0 %  |

## Analyse sociologique
| Catégorie                      | Union | SPD  | AfD  | FDP  | Linke | Grünen |
| ------------------------------ | ----- | ---- | ---- | ---- | ----- | ------ |
| Catégorie                      |       |      |      |      |       |        |
| Sexe                           |       |      |      |      |       |        |
| Hommes                         | 29 %  | 21 % | 16 % | 12 % | 9 %   | 8 %    |
| Femmes                         | 37 %  | 20 % | 9 %  | 9 %  | 9 %   | 11 %   |
| Âge                            |       |      |      |      |       |        |
| Moins de 30 ans                | 25 %  | 19 % | 11 % | 13 % | 11 %  | 11 %   |
| 30-44 ans                      | 30 %  | 16 % | 15 % | 11 % | 9 %   | 10 %   |
| 45-59 ans                      | 31 %  | 20 % | 14 % | 10 % | 9 %   | 11 %   |
| Plus de 60 ans                 | 41 %  | 24 % | 9 %  | 10 % | 9 %   | 5 %    |
| Statut                         |       |      |      |      |       |        |
| Ouvrier                        | 29 %  | 23 % | 18 % | 8 %  | 10 %  | 5 %    |
| Employé                        | 33 %  | 21 % | 11 % | 11 % | 9 %   | 10 %   |
| Fonctionnaire                  | 35 %  | 21 % | 9 %  | 12 % | 6 %   | 12 %   |
| Indépendant                    | 34 %  | 12 % | 12 % | 18 % | 9 %   | 12 %   |
| Études                         |       |      |      |      |       |        |
| Hauptschulabschluss            | 37 %  | 28 % | 14 % | 7 %  | 6 %   | 4 %    |
| Mittlere Reife                 | 34 %  | 19 % | 17 % | 10 % | 9 %   | 6 %    |
| Abitur (baccalauréat)          | 31 %  | 18 % | 10 % | 13 % | 11 %  | 11 %   |
| Hochschulabschluss (supérieur) | 30 %  | 16 % | 7 %  | 15 % | 11 %  | 17 %   |